# GOELRO

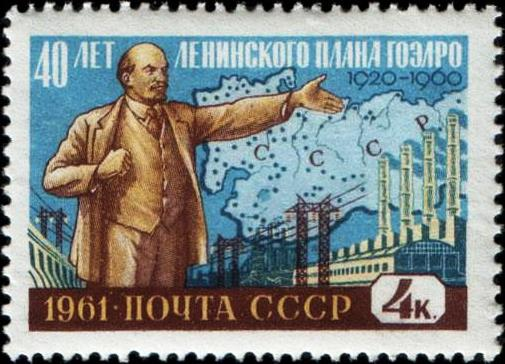
Sowjetische Briefmarke zum 40. Jahrestag des GOELRO-Plans 1960

Der GOELRO-Plan (Akronym aus dem Russischen: ГОЭЛРО – Государственный план электрификации России Gossudarstwenny plan elektrifikazii Rossii, deutsch ‚Staatsplan zur Elektrifizierung Russlands‘) wurde in den ersten Jahren der Sowjetmacht verabschiedet, um das damals wirtschaftlich völlig rückständige und vom Bürgerkrieg gelähmte Sowjetrussland auf den Weg der wirtschaftlichen Modernisierung zu bringen. Das entsprach der damals von Lenin bestimmten Politik der kommunistischen Führung (Bolschewiki), die in seinem berühmten Spruch „Kommunismus – das ist Sowjetmacht plus Elektrifizierung des ganzen Landes“ Ausdruck fand.

## Entstehungsgeschichte
Der Ursprung des GOELRO lässt sich auf ein Treffen zwischen Lenin und Gleb Maximilianowitsch Krschischanowski vom 26. Dezember 1919 zurückführen.:157 Krschischanowski wird später zum Hauptverantwortlichen für die Entwicklung und Umsetzung des GOELRO-Plan.
Im Februar 1920 wurde durch den Obersten Rat für Volkswirtschaft die „Staatliche Kommission für die Elektrifizierung Russlands“ (GOELRO) gegründet.:158 Diese arbeitete einen auf 10 Jahre berechneten Plan aus, um die vorhandenen Kapazitäten an elektrischer Energie zu verzehnfachen.
Der über 500 Seiten umfassende fertiggestellte GOELRO-Plan wurde im Dezember 1920 dem achten Allrussischen Sowjetkongress vorgestellt. Als Gesamtprojekt zur Elektrifizierung Russlands sollte der Plan schlussendlich die Realisierung eines Staatsplans für die Wirtschaft ermöglichen. Um die Energienachfrage der zukünftigen Industrien zu bedienen, sah der Plan den Bau von 112 neuen Kraftwerken vor, wovon die 30 Kraftwerke höchster Priorität die elektrische Energieleistung im Vergleich zum Vorkriegszustand verfünffachen sollten.:167–168, 171
Der GOELRO-Plan wird am neunten Allrussischen Sowjetkongress in abgeänderter Form angenommen und verabschiedet. Zehn Jahre nach der Gründung der GOELRO-Kommission sind 1930 31 Kraftwerke in Betrieb genommen und stellen damit die Fertigstellung des GOELRO-Plans dar.:258

## Energiesystem
Der GOELRO-Plan setzte auf verschiedene Energieträger um die Industrialisierung des Landes zu ermöglichen. Einen besonderen Stellenwert nimmt jedoch die Wasserkraft ein, die als Gradmesser des technologischen Fortschritts gesehen wurde und als Energieform der Zukunft galt.:147 Grosse Wasserkraftwerke sollten die neuen Industrieanlagen beständig mit Energie versorgen. Schlussendlich enthielt der GOELRO-Plan jedoch hauptsächlich thermische Kraftwerke, die mit geringerem Kapital- und Zeitaufwand zu realisieren waren. Sollten die großen Wasserkraftprojekte fertiggestellt werden, würden die thermischen Kraftwerke dazu dienen, um Spitzenlasten zu bedienen.:17 Nichtsdestotrotz wurden umfangreiche Vorhaben geplant, wie beispielsweise Wasserkraftprojekte auf der Halbinsel Kola um die dort entstehende Bergbauindustrie mit Energie zu versorgen.:152
Lenin projektierte ein einheitliches und zentral gesteuertes Energiesystem. Dadurch konnten Kraftwerke mit verschiedenen Lastprofilen und ihren, je nach Energieform verschiedenen Charakteristiken, optimal aufeinander abgestimmt werden. So überstieg im Jahr 1935 der Output der größten sowjetischen Energiesysteme in Moskau und im Donezbecken, den des größten deutschen Systems der RWE, obwohl die installierte Kapazität des deutschen Systems größer war. Aus sowjetischer Sicht war die moderne Energieerzeugung der Hülle der kapitalistischen Produktionsverhältnisse entwachsen. Bemühungen für ein zentralisiertes System der Energieversorgung in der Weimarer Republik scheiterten an Partikularinteressen.

## Ideologische Bedeutung
Für Lenin und die Sowjets hatte der GOELRO-Plan nicht nur praktische Auswirkungen, sondern diente auch als unerschöpfliche Quelle für Propaganda. Die Vorstellung des GOELRO-Plan am achten Allrussischen Sowjetkongress fand unter großem Aufwand statt, sodass die Moskauer Stromversorgung teilweise unterbrochen wurde, damit die Lichter am Kongress nicht aufhörten zu leuchten. Eine große Karte stellte die geplanten Kraftwerke und Leitungen dar, auf denen die über 2000 Delegierten einen Einblick in die zukünftige Energieversorgung erhalten sollten.:257
Wir müssen es dahin bringen, dass jede Fabrik, jedes Kraftwerk zu einer Stätte der Aufklärung wird, und wenn Russland sich mit einem dichten Netz von elektrischen Kraftwerken und mächtigen technischen Anlagen bedeckt haben wird, dann wird unser kommunistischer Wirtschaftsaufbau zum Vorbild für das kommende sozialistische Europa und Asien werden.:256
Wladimir Iljitsch Lenin, 22. Dezember 1920, Moskau
Aus der Zeit des GOELRO rührt der umgangssprachliche Begriff „Iljitschs Lämpchen“ (лампочка Ильича) für die Glühlampe her, da Wladimir Iljitsch Lenin die Elektrifizierung vorantrieb.

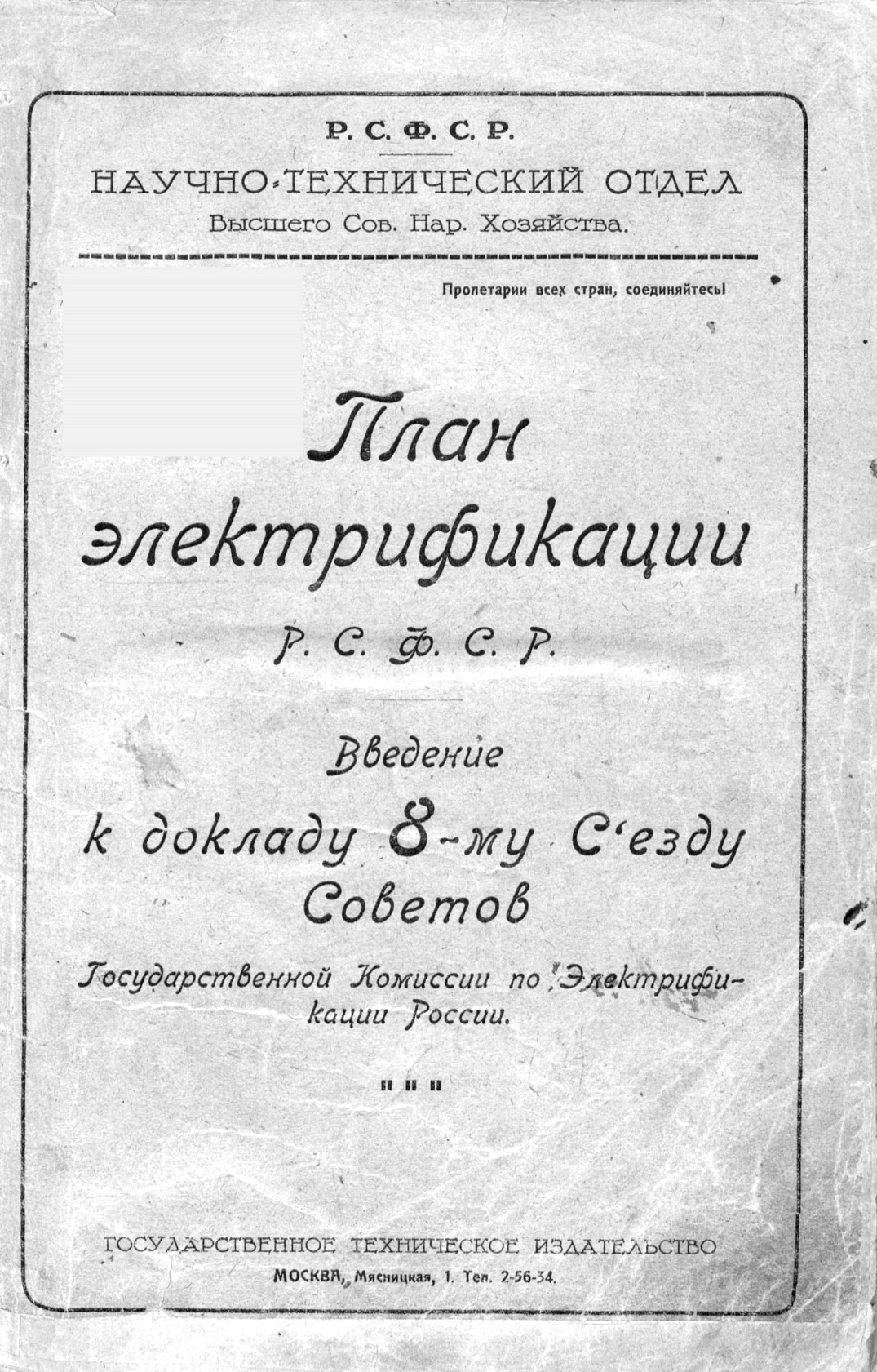
GOELRO (1920)
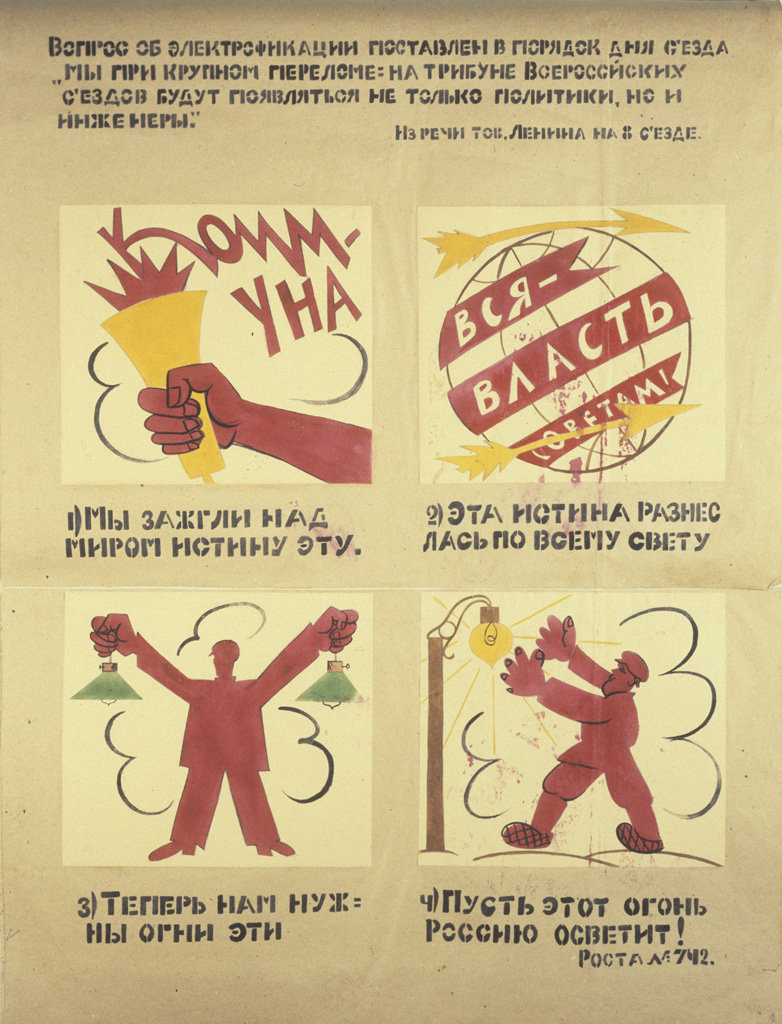
Poster Nr. 742 von Wladimir Majakowski zur Elektrifizierung (1919–1921)
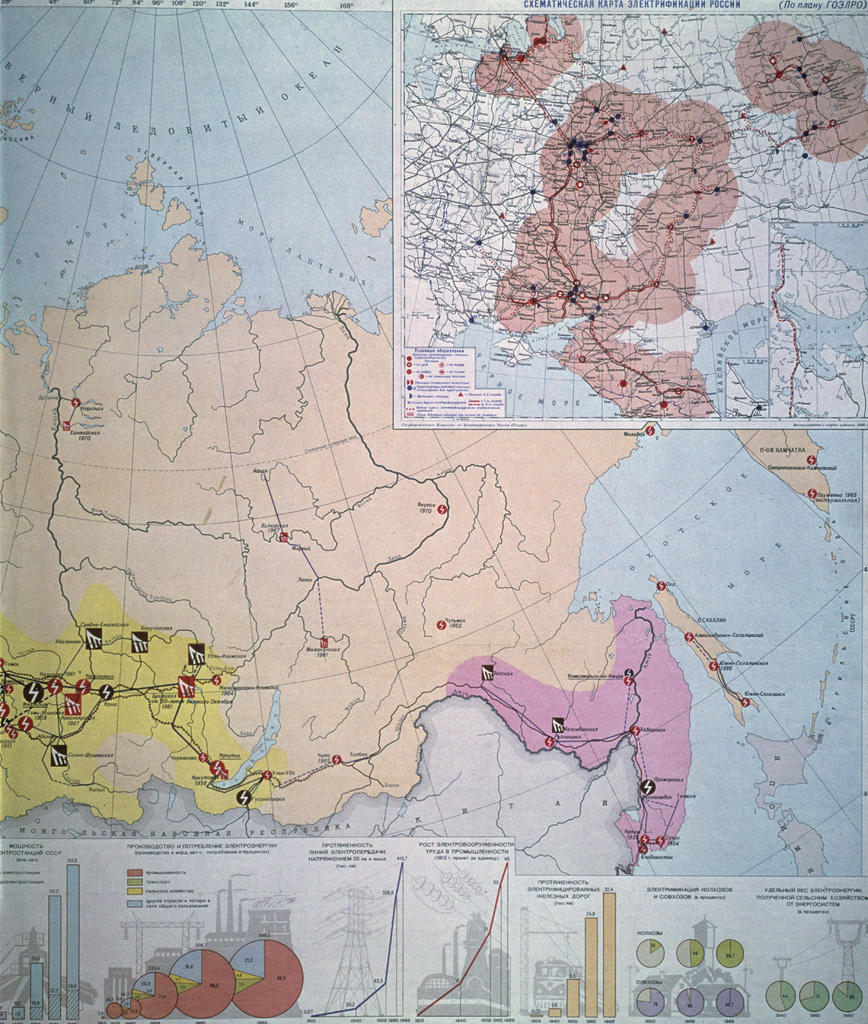
Teil einer Karte der russischen Elektrifizierung (1973)
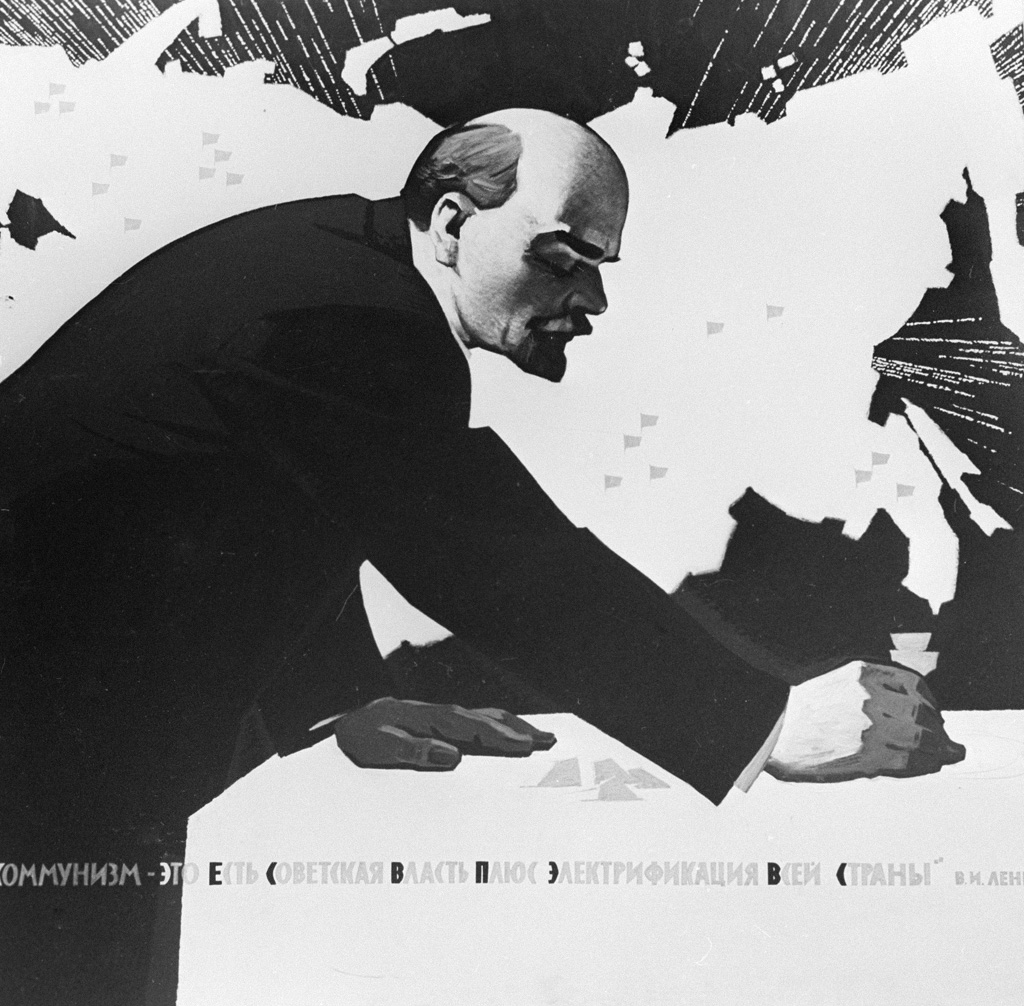
GOELRO-Plan-Poster mit Lenin (1967)
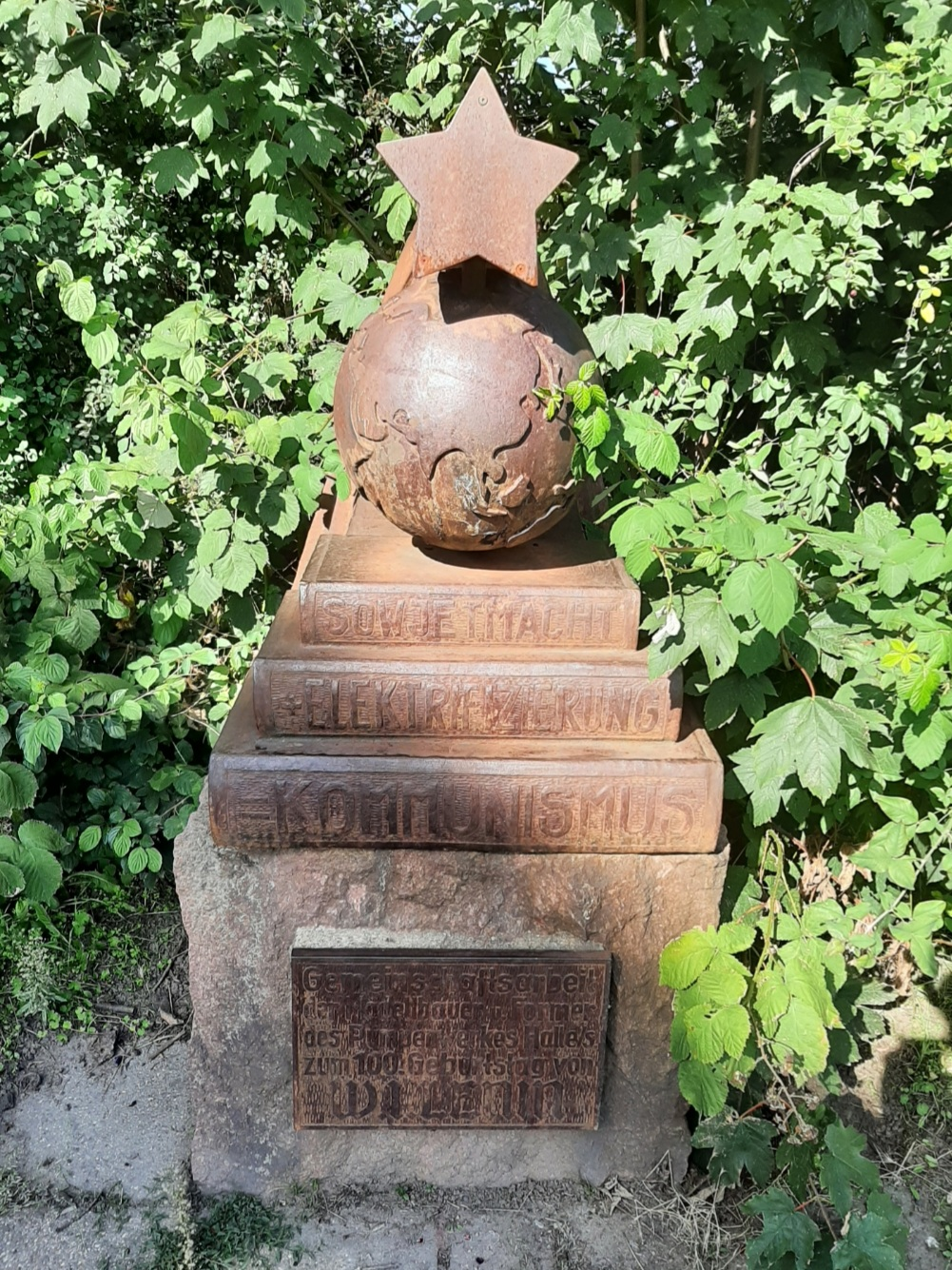
Lenindenkmal in Halle (Saale) mit der Inschrift: „Sowjetmacht + Elektrifizierung = Kommunismus“ (1970)